# Parafia Matki Bożej Fatimskiej w Ostrowie Wielkopolskim
Parafia pw. Matki Bożej Fatimskiej w Ostrowie Wielkopolskim – rzymskokatolicka  parafia  w dekanacie Ostrów Wielkopolski I.

## Historia
Parafia została założona 11 maja 1999  roku przez biskupa Stanisława Napierałę. Proboszczem wówczas został ks. Krzysztof Nojman. Przy parafii swoją działalność prowadzą: Żywy Różaniec Matek i Ojców, Koło Charytatywne, Grupa Młodzieżowa, Dziecięcy Zespół Muzyczny ,,Wniebogłosy, Zespół Młodzieżowy ,,Cantilena, Koło Przyjaciół Radia Maryja, Pro Familia, Towarzystwo Rowerowe Pielgrzym, Podwórkowe Koło Różańcowe Dzieci, Zespół Parafian organizujący imprezy kulturalno-rozrywkowe.  

## Proboszczowie
- ks. kan. Krzysztof Nojman (1999–2015)
- ks. kan. Mariusz Pohl (2015–2025)[1]
- ks. kan. Hieronim Kubicki (od 2025)[1]